# 博納文圖拉·卡瓦列里

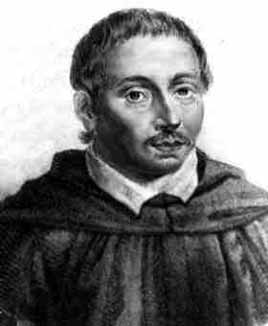

博納文圖拉·弗蘭切斯科·卡瓦列里（Bonaventura Francesco Cavalieri，1598年—1647年11月30日），意大利幾何學家。他對數學的興趣起於歐幾里得的作品，和跟伽利略的會面。

## 生平
他发现了与祖暅原理等价的定理，该定理说明，具有同样高度和恒等横截面积的几何体具有相同的体积。通过定积分的黎曼和定义可以直接得到该结论。